# Crateús Atlético Clube
O Clube Atlético Crateús ou Atlético Crateús, é um clube de futebol brasileiro, sediado na cidade de Crateús, estado do Ceará. Fundado em 1 de janeiro de 2021, o clube disputa a 3ª (Terceira) divisão do Campeonato Cearense de Futebol. Suas cores são o Laranja, Verde e branco. Manda seus jogos no Juvenal Melo, (Jumelão) que tem capacidade para 6.000 pessoas. Seu maior rival é o Crateús Esporte Clube, com quem disputa o clássico local.

## História
Fundado em 1 de janeiro de 2021, Por questões de atrito no esporte municipal que vinham se arrastando desde o fim da Taça Brasil de Futsal de 2014, a mesma sediada na cidade de Crateús. (edição em que o clube da cidade terminou sagrou-se campeão de forma invicta.  e viria a disputar a Copa Libertadores de Futsal de 2015, mais foi punido pela CBFS e teve que encerar as atividades as atividades.) O mais novo clube de futebol do estado do Ceará, Fará sua estreia como clube profissional em 2021 ou em 2022 no Campeonato Cearense em sua Terceira Divisão.

## Estádio
O Crateús Atlético Clube, normalmente, manda seus jogos no Estádio Municipal de Crateús, oficialmente chamado de Estádio Municipal Juvenal Melo, mas apelidado pelos torcedores/imprensa por Jumelão.